# Explosionen i Oppau

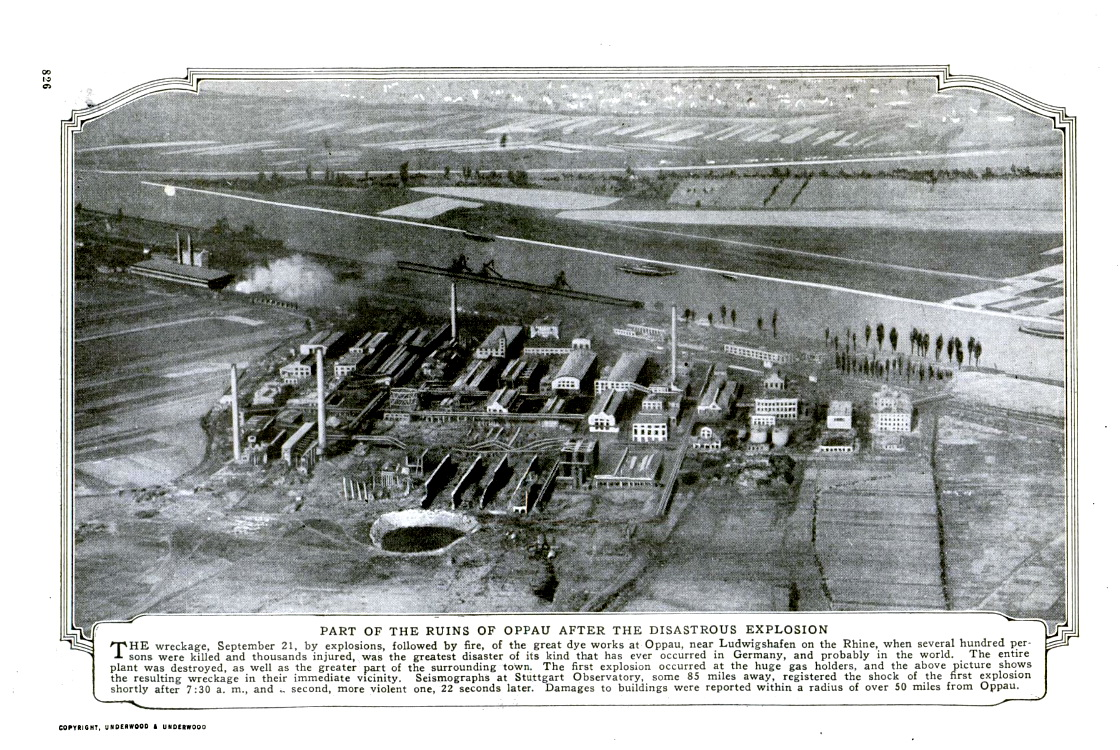
Flygfoto från Popular Mechanics magazine, 1921. Ruinerna av fabriken. Explosionskraten i förgrunden.

Explosionen i Oppau, idag en stadsdel i Ludwigshafen am Rhein, inträffade den 21 september 1921 vid Badische Anilin- & Soda-Fabrik (BASF). På morgonen klockan 07:32 skedde två explosioner i snabb följd, då cirka 400 ton ammoniumsulfat, konstgödsel exploderade. 559 personer dödades i explosionerna och 1977 skadades. Detonationerna skadade byggnader 75 km från olycksplatsen. Det var i ett lager där 4 500 ton ammoniumsulfat förvarades som explosionen ägde rum. Cirka 10% av ammoniumsulfatet exploderade. Explosionen ska ha hörts ända till Frankfurt am Main 80 kilometer bort.

## Explosionerna
Två explosioner, med en halv sekund ifrån varandra, inträffade kl 21:32 den 21 september 1921 vid anläggningen Silo 110 och bildade en krater 90x125 meter stor och 19 meter djup. Vid dessa explosioner sprängdes 10% av de 4 500 ton konstgödsel som lagrats i silon.  Explosionerna hördes som två höga smällar i nordöstra Frankrike och i München, mer än 300 km bort, och beräknas innehålla en energi på 1–2 kiloton TNT-ekvivalent.
Cirka 80 procent av alla byggnader i Oppau förstördes och lämnade 6 500 hemlösa. En tryckvåg orsakade stora skador i Mannheim, som ligger tvärs över Rhen, slet tak upp till 25 km bort och förstörde fönster längre bort, inklusive alla de medeltida glasmålningar i katedralen i Worms, 15 kilometer norrut. I Heidelberg, 30 kilometer från Oppau, stoppades trafiken av mängder av krossat glas på gatorna, en spårvagn spårade ur och några tak förstördes.

## Döda och skadade
Femhundra kroppar återfanns under de första 48 timmarna, och det slutliga antalet dödsfall som registrerades var 559. Vid begravningen deltog  Tysklands president Friedrich Ebert och premiärminister Hugo Lerchenfeld och en folkmassa på 70 000 personer på kyrkogården i Ludwigshafen.

## Bakgrund till olyckan
Anläggningen började producera ammoniumsulfat 1911, men under första världskriget, när Tyskland inte kunde erhålla nödvändigt svavel, började det också producera ammoniumnitrat. Ammoniak kunde produceras utan utomeuropeiska resurser med Haber–Bosch-processen, och anläggningen var den första i sitt slag i världen som gjorde det.
Jämfört med ammoniumsulfat är ammoniumnitrat starkt hygroskopiskt, så att blandningen av ammoniumsulfat och nitrat komprimeras under sin egen vikt och förvandlas till en gipsliknande substans i den 20 meter höga silon. Arbetarna behövde använda hackor för att få ut det, en problematisk situation, eftersom de inte kunde komma in i silon och riskera att bli begravda i kollapsande konstgödning. För att underlätta deras arbete användes små laddningar av dynamit för att lossa blandningen.
Detta till synes självmordsförfarande var faktiskt vanligt. Det var väl känt att ammoniumnitrat var explosivt, efter att ha använts i stor utsträckning för detta ändamål under första världskriget, men tester utförda 1919 föreslog att blandningar av ammoniumsulfat och nitrat innehållande mindre än 60% nitrat inte skulle kunna explodera. Av dessa skäl ansågs materialet som hanterades av anläggningen, nominellt en 50/50- blandning, stabilt nog för att lagras i partier om 50 000 ton, mer än tio gånger den mängd som var involverad i katastrofen. Inget extraordinärt hade faktiskt hänt under uppskattningsvis 20 000 sprängningar, tills den ödesdigra explosionen den 21 september.
Eftersom alla inblandade dog i explosionen är orsakerna inte klara. Enligt moderna källor och i motsats till ovan nämnda 1919-test är kriteriet "mindre än 60% nitrat är säkert" felaktigt; i blandningar innehållande 50% nitrat begränsas varje explosion av blandningen till en liten volym runt initieringsladdningen, men att öka andelen nitrat till 55–60% ökar kraftigt de explosiva egenskaperna och skapar en blandning vars detonation är tillräckligt kraftfull för att initiera detonation i en omgivande blandning av en lägre nitratkoncentration som normalt skulle anses vara minimalt explosiv. Förändringar i fuktighet, densitet, partikelstorlek i blandningen och homogenitet hos kristallstrukturen påverkar också de explosiva egenskaperna.
Några månader före händelsen hade tillverkningsprocessen ändrats på ett sådant sätt att blandningens fuktighetsnivå sänktes från 3–4% till 2% och också att den skenbara densiteten sänktes. Båda dessa faktorer gjorde att ämnet blev mer explosivt. Det finns också bevis för att partiet i fråga inte hade en enhetlig sammansättning och innehöll fickor på upp till flera dussin ton blandning med högre koncentration av ammoniumnitrat. Det har därför föreslagits att en av laddningarna hade placerats i eller nära en sådan anhopning och exploderade med tillräckligt våld för att initiera en explosion i en del av den omgivande nitratblandningen med lägre koncentration.
Två månader tidigare, vid Kriewald, då en del av Tyskland, hade 19 människor dött när 30 ton ammoniumnitrat sprängdes under liknande omständigheter. Det är inte klart varför denna inte BASF tog varning av detta.

### Fotnoter
1. 1 2  Kristensen, Tor E. (4 oktober 2016). ”A factual clarification and chemical-technical reassessment of the 1921 Oppau explosion disaster” (på engelska). Forsvarets forskningsinstitutt. Arkiverad från originalet den 26 december 2020. https://web.archive.org/web/20201226085449/https://ffi-publikasjoner.archive.knowledgearc.net/bitstream/handle/20.500.12242/1259/16-01508.pdf?sequence=1&isAllowed=y. Läst 28 december 2020.
2. 1 2 3 4 5 6 7  ”JUSTICE NOT BLIND IN GERMAN COURTS; Old Uniforms and Titles Protect Offenders Against Laws of the Republic. NEW ARMY LACKS RECRUITS Force Said to Be Below 100,000 Mamimum [sic; sc. Maximum Fixed by the Peace Treaty”] (på engelska). The New York Times. 29 januari 1922. https://timesmachine.nytimes.com/timesmachine/1922/01/29/107046864.pdf. Läst 28 december 2020.
3. ↑  Wrinch, Dorothy och Jeffreys, Harold (januari 1923). ”On the Seismic Waves from the Oppau Explosion of 1921 Sept. 21.” (på engelska). Royal Astronomical Society. https://onlinelibrary.wiley.com/doi/abs/10.1111/j.1365-246X.1923.tb06565.x. Läst 28 december 2020.
4. ↑  ”Explosionskatastrophe 1921” (på tyska). Oppau Info. http://oppau.info/2011/09/14/explosionskatastrophe-1921/. Läst 28 december 2020.
5. 1 2  ”THE OPPAU EXPLOSION AND THE CONFERENCE” (på engelska). The New York Times. 31 oktober 1921. https://timesmachine.nytimes.com/timesmachine/1921/10/31/98763639.pdf. Läst 28 december 2020.
6. 1 2 3  Hörcher, Ulrich (2016). ”Oppau 1921: Old Facts Revisited”. Chemical Engineering Transactions 48:  sid. 745–750. https://www.aidic.it/cet/16/48/125.pdf.
7. ↑  Gyenes, Zsuzsanna (October 2016). ”Risk and safety management of ammonium nitrate fertilizers: keeping the memory of disasters alive”. Loss Prevention Bulletin 251:  sid. 32–36. https://minerva.jrc.ec.europa.eu/en/shorturl/minerva/lpb251_article_fertiliserspdf.